# Benito Lorenzi
Pour les articles homonymes, voir Lorenzi.
Benito Lorenzi (né le 30 décembre 1925 à Borgo a Buggiano, dans la province de Pistoia, en Toscane et mort le 3 mars 2007 à Milan, à l'âge de 81 ans) était un footballeur italien.

## Biographie
Benito Lorenzi évolua notamment à l'Inter de Milan et disputa deux coupes du monde avec la Squadra Azzurra.
Il fut l'un des plus grands avant-centre italiens de tous les temps.
Connu sous le nom de Veleno (poison), il commença sa carrière à Empoli avant de rejoindre en 1947 l'Inter de Milan, où il est toujours considéré comme un héros, ayant marqué 143 buts en 314 matchs.
Attaquant rapide, d'une technique individuelle exceptionnelle, il fut un réel « tueur » dans les surfaces adverses.